# État de Lagos
Pour les articles homonymes, voir Lagos (homonymie).
L'État de Lagos (Lagos State) est un État du Nigeria, fondé en 1967, il est situé dans sur le littoral au sud-ouest du pays.
Plus petit des États du Nigeria, l'État de Lagos est le plus peuplé et le plus important économiquement, abritant Lagos, la plus grande agglomération du pays.

## Géographie

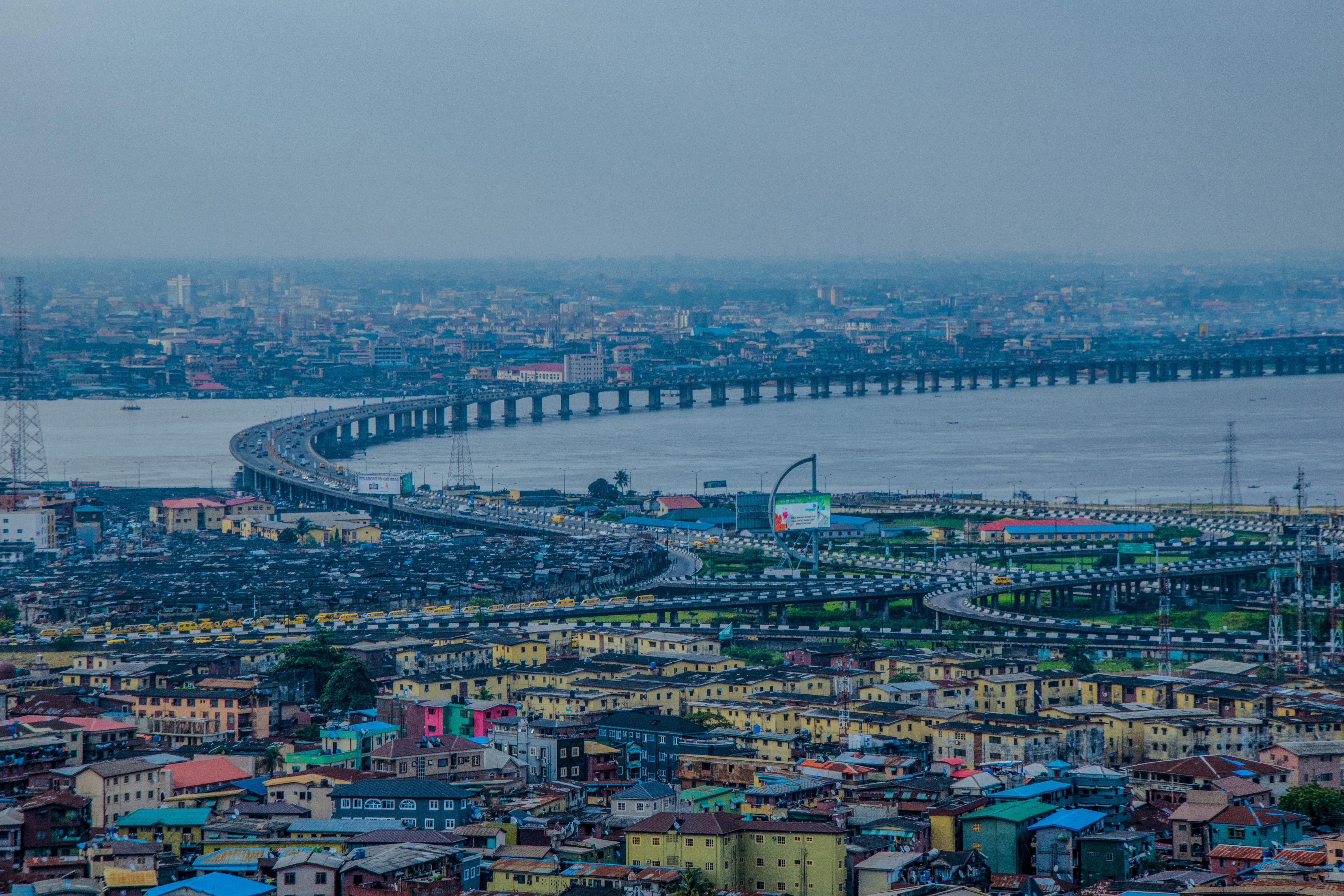
Lagos : Pont Third Mainland Bridge

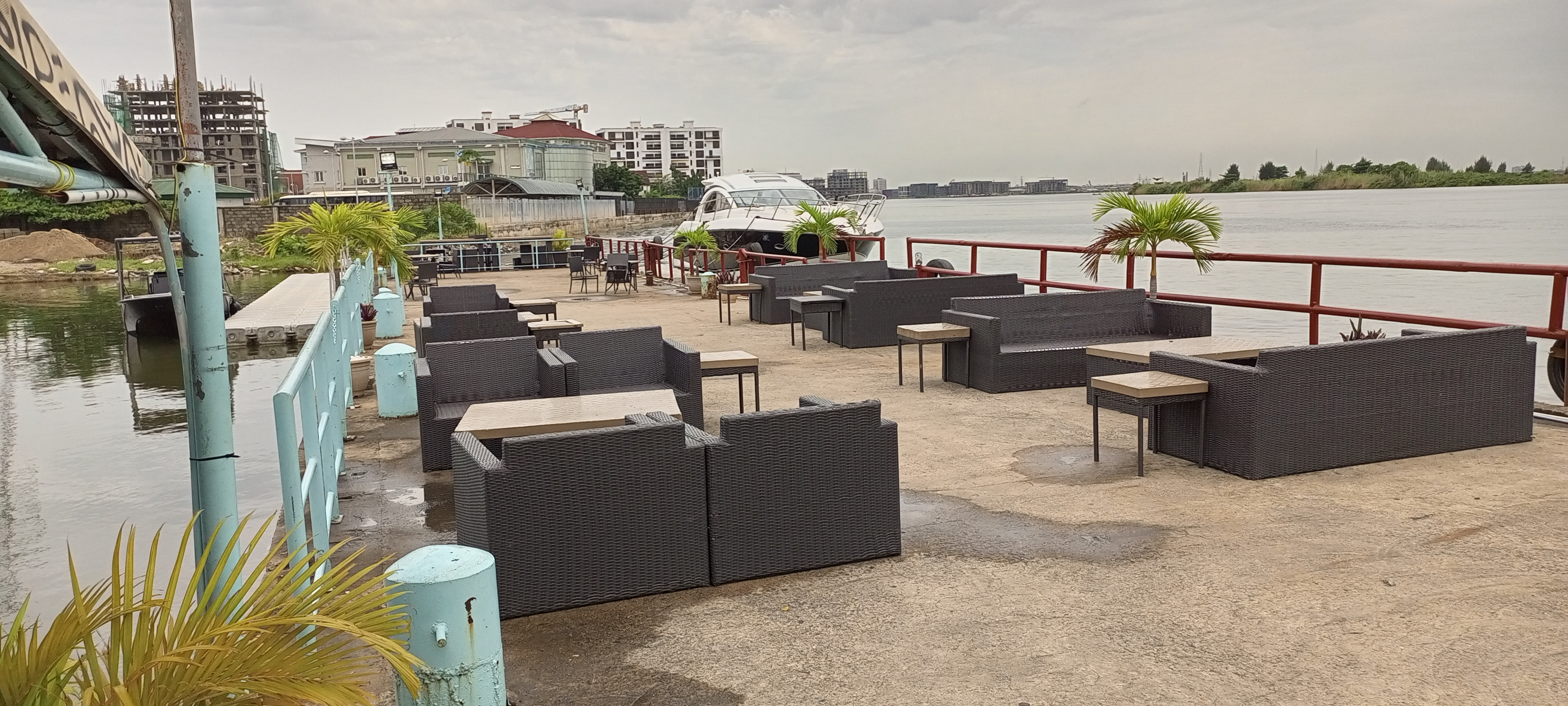
Vue du rivage à Jetty

L'État s'étend sur 180 km le long du Golfe de Guinée, près du quart (22 %) de sa superficie est constitué de plans d’eau, les plus étendus sont les lagunes de Lagos et de Lekki. Les rivières Ogun et Osun sont les principaux cours d'eau tributaires des lagunes. Il est frontalier de l'État d'Ogun au nord et à l'est, et du Bénin à l'ouest. 
|                | Ogun            |      |
| Ouémé ( Bénin) | État de Lagos   | Ogun |
|                | Golfe de Guinée |      |

## Histoire
Au début du XXe siècle, le Nigeria est une colonie britannique. L'administration impériale s'installe à Lagos où les richesses du pays arrivent par voie ferrée. Elles sont expédiées vers l'Angleterre à partir du port.
Après l'indépendance en 1960, Lagos reste le grand centre économique du pays. C'est de cette époque que datent les immeubles.

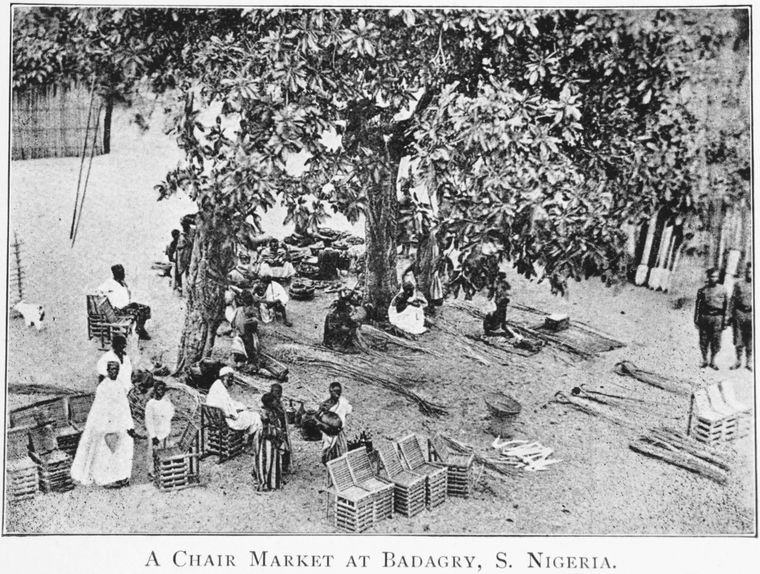
Marché aux chaises de Badagry, 1910

## Population
La population augmente rapidement (de 1960 à 2000, elle passe de 1 à 8 millions d'habitants). Au recensement nigérian de 2006, l'État de Lagos comptait 9 013 534 habitants.
De nombreux ruraux, souvent misérables, viennent s'installer en ville. On observe à Lagos tous les problèmes des grandes villes des pays pauvres. L'agglomération s'agrandit dans le plus grand désordre. Les immeubles des banques et les belles villas des plus riches côtoient les grands bidonvilles. La majorité de la population vit dans les logements de tôle sans confort ni hygiène. Les naissances sont nombreuses et les nouveaux arrivants ne cessent d'affluer. Pour vivre, ils cherchent du travail sur le port ou exercent des petits métiers.[réf. nécessaire]

## Administration
L'État de Lagos est divisé en cinq divisions administratives (Badagry, Epe, Ikeja, Ikorodu et Lagos).
L'État est divisé en 20 gouvernements locaux, ou LGA :
- Agege
- Ajeromi-Ifelodun
- Alimosho
- Amuwo-Odofin
- Apapa
- Eti Osa
- Ifako-Ijaye
- Ikeja
- Kosofe
- Île Lagos
- Lagos Terre
- Mushin
- Ojo
- Oshodi-Isolo
- Shomolu
- Surulere
- Badagry
- Epe
- Ibeju-Lekki
- Ikorodu